# Ton
Ton és un municipi italià, dins de la província de Trento. L'any 2007 tenia 1.271 habitants. Limita amb els municipis de Campodenno, Kurtatsch an der Weinstraße (BZ), Denno, Mezzocorona, Mezzolombardo, Roverè della Luna, Spormaggiore, Sporminore, Taio i Vervò.

## Administració
| Període | Identitat      | Partit        |
| ------- | -------------- | ------------- |
| 2008-   | Marco Endrizzi | Llista cívica |